# Sociální etika
Sociální etika je druh etiky, který se zabývá obecným blahem. Z hlediska sociální etiky má každý člověk žijící ve společnosti nebo společenství právo očekávat přiměřenou pomoc od ostatních členů společnosti, případně společenství a zároveň povinnost svými činy (nikoliv pouze gesty a slovy) sám přiměřeně ve jménu dobra pomáhat jejím jednotlivým členům nebo širším skupinám i ve prospěch dobra společnosti nebo společenství obecně. Z hlediska křesťanské etiky a křesťanské nauky o společnosti je péče o společnost zároveň péčí o vlastní blaho, o blaho bližních i snahou o uskutečnění onoho posledního určení, do jehož služby je povolán každý člověk, každá společnost a lidstvo jako celek, tj. uskutečnění Božího království na Zemi coby pokračování člověka v Božím plánu stvoření a spásy pro veškeré lidstvo v duchu transendentního (neboli sebepřesažného) rozměru člověka.